# 神奈川県道215号上宮田金田三崎港線

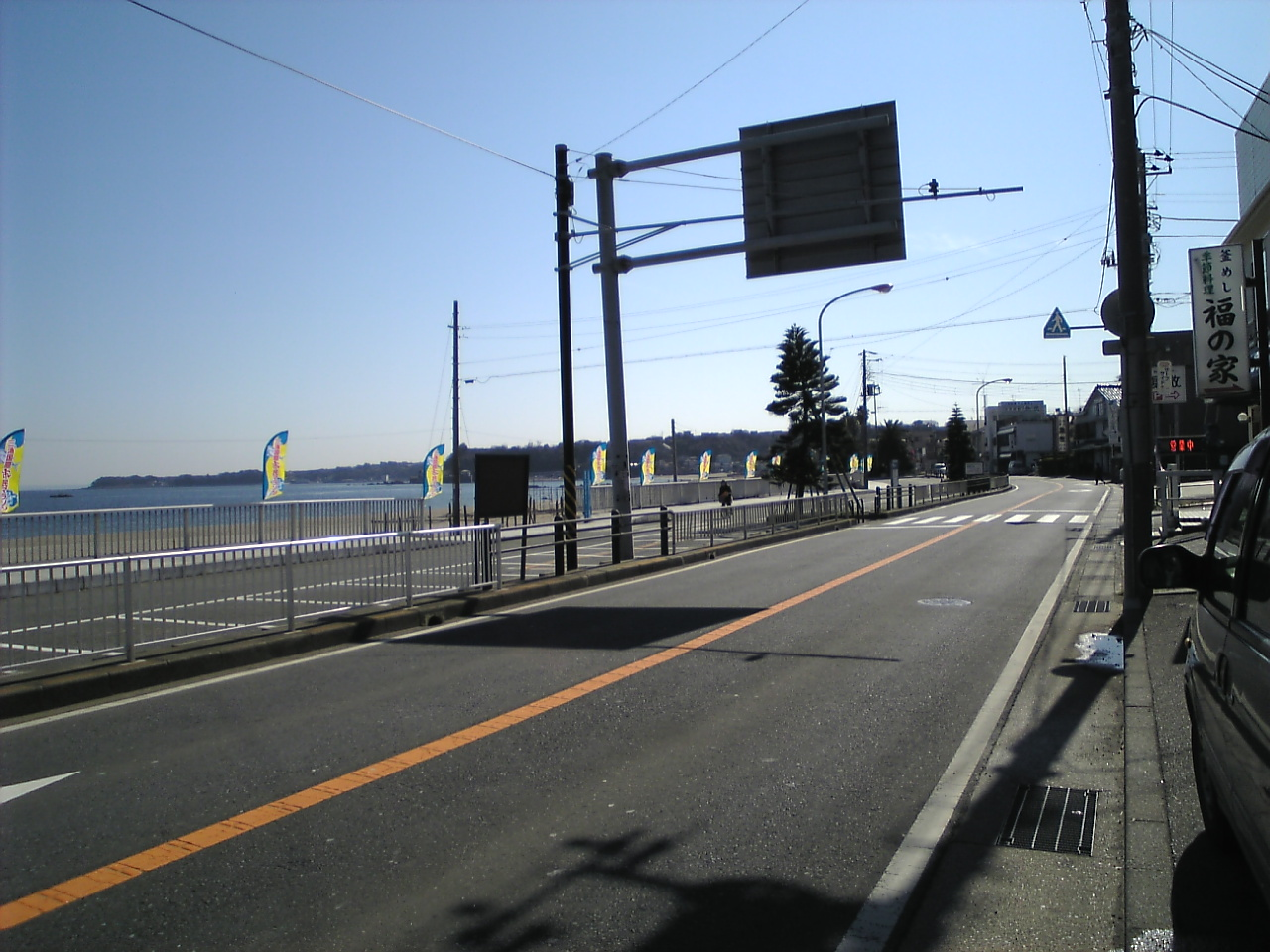
起点となる三浦海岸交差点付近（2008年2月）

神奈川県道215号上宮田金田三崎港線（かながわけんどう215ごう かみみやだかねだみさきこうせん）は、神奈川県三浦市を起点・終点とする一般県道。三浦半島南東部の海岸沿いを走る。

## 概要
- 全長：11.3km（Google マップ）
- 起点：三浦市南下浦町上宮田 三浦海岸交差点（北緯35度11分6秒 東経139度39分18.5秒、国道134号・神奈川県道214号武上宮田線）
- 終点：三浦市三崎 日の出交差点（北緯35度8分31.3秒 東経139度37分17.8秒、神奈川県道26号横須賀三崎線）

## 通過する自治体
- 神奈川県
  - 三浦市

## 経路および接続する道路・河川
- 神奈川県三浦市
  - 三浦海岸交差点（国道134号・神奈川県道214号武上宮田線）
  - 橋梁（名称不明）（北緯35度9分47.2秒 東経139度39分36秒、鈴川）
  - 剱崎付近（北緯35度8分41秒 東経139度40分15秒 / 北緯35.14472度 東経139.67083度座標: 北緯35度8分41秒 東経139度40分15秒 / 北緯35.14472度 東経139.67083度）
  - 毘沙門トンネル（北緯35度8分36.2秒 東経139度39分27.5秒 / 北緯35.143389度 東経139.657639度）
  - 立体交差（北緯35度8分29.1秒 東経139度37分27.3秒、城ヶ島大橋）
  - 北条橋（北緯35度8分34.2秒 東経139度37分26.2秒、狭塚川）
  - 日の出交差点（神奈川県道26号横須賀三崎線）

### 毘沙門バイパス
三浦市南下浦町松輪から宮川町にかけての区間はかつては山側を迂回して岩堂山付近を通過する経路（座標・Google マップ）をとっていたが、このルートは幅員が狭く交通に不便な道であった。このため、道路の機能向上のためにトンネルや高架橋で海沿いを短絡する毘沙門バイパス（びしゃもんバイパス、北緯35度8分28秒 東経139度38分43秒）が建設されることとなった。同バイパスは2000年（平成12年）7月16日に開通し、こちらが県道215号の経路となった。

## 沿線の地理・施設
- 三浦海岸
- 金田湾
- 間口漁港
- 剱崎
- 江奈湾
- 毘沙門湾
- 毘沙門漁港
- 宮川湾
- 城ヶ島大橋
- 三崎漁港